# カラチャイ湖
カラチャイ湖（カラチャイこ、ロシア語: Карача́й）は、中央ロシアの南ウラル山脈付近に存在してきた小さな湖であった。ソビエト連邦が1951年からマヤーク核技術施設から出る放射性廃棄物の投棄場所として使用していたため、高度に汚染された湖として知られる。ただし、現在この湖は埋め立てられており存在しない。

## 名称
この湖の「カラチャイ」という名前は、タタール語を含む幾つかの北西トルコ語で「黒い水」または「黒い小川」を意味する。なお、カラチャイ湖は片仮名転記で、カラチャジ湖などともされる。英語圏などでも表記揺れが見られ、例えば「Karachai」や「Karachaj」などと転記される。

## マヤーク核技術施設との関係

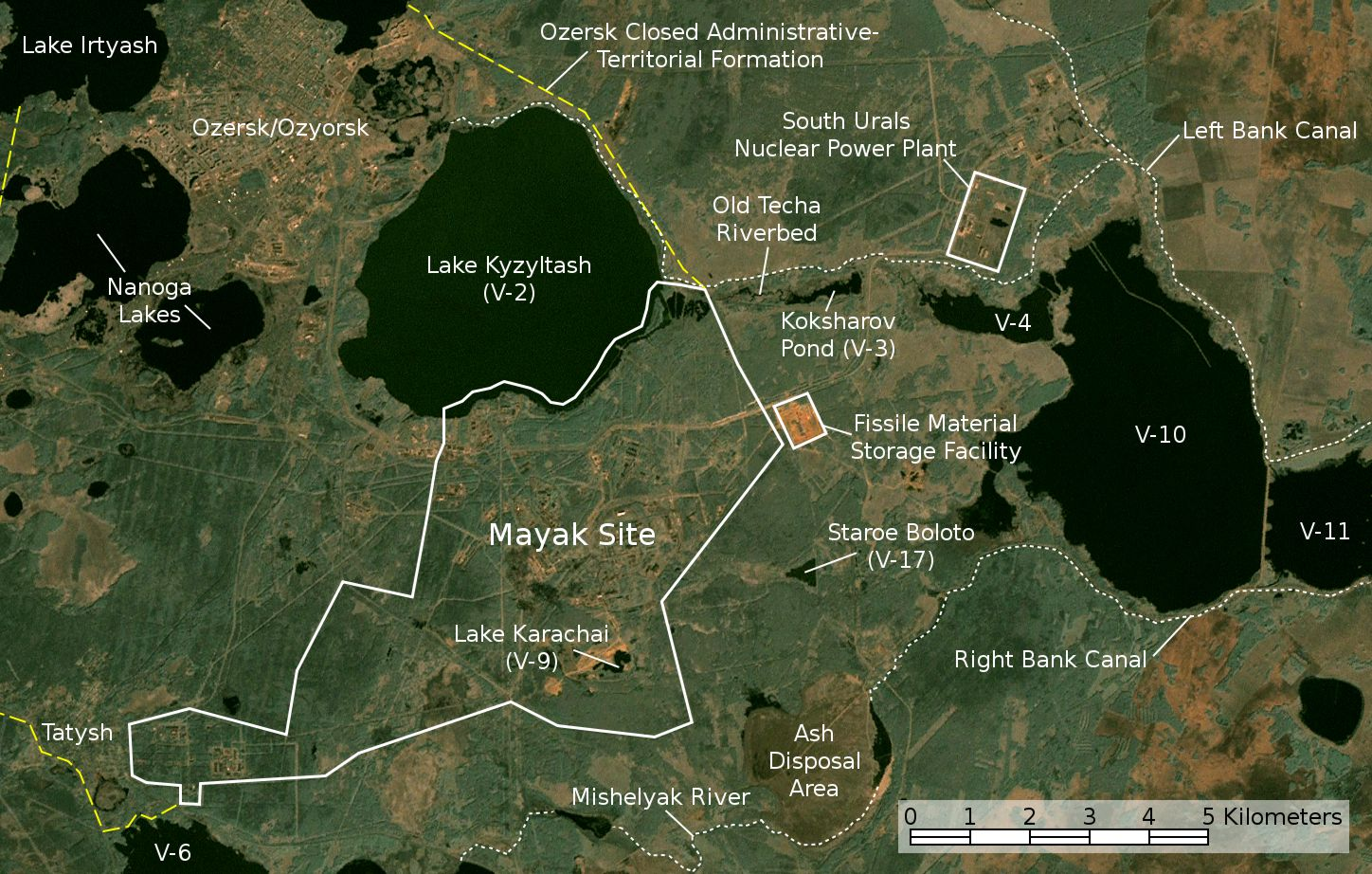
カラチャイ湖の衛星画像/地図。

マヤーク核技術施設はオジョルスクの近くに立地する、原子炉を稼働させてのプルトニウム238などの放射性同位体の製造施設、および、核廃棄物貯蔵施設、および、使用済み核燃料の再処理施設である。もっとも、これらの施設や都市は、ソビエト連邦時代には核兵器の製造も実施していたなどの理由で、地図にも表記されなかった秘密の場所であり、暗号名で呼ばれてきた。このような施設から、核分裂生成物や原子炉からの中性子線で放射化された放射性同位体などを含んだ、使用済み核燃料の再処理などの工程で出た液状の放射性廃棄物が、カラチャイ湖へ放出されていた。
特に、1946年から1948年にかけて完全に秘密裏に建設されたマヤーク工場では、ソビエト連邦の原子爆弾開発計画のために、プルトニウムを製造する目的で使用された最初の原子炉であった。スターリニズムに従い内務人民委員部のラヴレンチー・ベリヤによって監督された計画では、広島と長崎への原爆投下によって定着したアメリカ合衆国の核優位性に対して、ソビエト連邦が匹敵するために充分な兵器級の材料を生産する事が最優先事項とされたために、労働者の安全や廃棄物の処分方法については、全くと言って良い程に考慮されていなかった。当初の原子炉はプルトニウム生産に特化しており、毎日何トンもの汚染物質を生産し、数千リットルの原子炉に送る冷却水を直接汚染する冷却システムを利用していた。なお、これと同様の原子炉の冷却システムは、キジルタシュ湖でも用いられた。原子炉の立地場所の関係で、そこの原子炉に冷却水を供給できる中で最大の自然湖だったため、この冷却システムが使用され、キジルタシュ湖は急速に汚染されていった。カラチャイ湖の場合は、キジルタシュ湖と原子炉の位置関係よりも近くに位置していたものの、カラチャイ湖は小さ過ぎて充分な冷却水を確保できなかった。それでも、カラチャイ湖はマヤークの施設で次々と産生される液状の放射性廃棄物の投棄場所としては、打って付けであった。そこで、マヤークの施設の地下貯蔵タンクに保管するには、発熱量が多過ぎる大量の高レベル放射性廃棄物を投棄するための投棄場として、カラチャイ湖が指定された。当初の計画では、高レベル放射性廃棄物をタンクに入れられるようになるまでの間だけ湖を利用して貯蔵する予定であった。しかし、そんなタンクでは、とても足りず、不可能な話であり、そのまま放射性廃棄物の垂れ流しが続いた。結局、カラチャイ湖は、1957年にウラル核惨事が起きて原子炉の冷却システムが故障し、マヤークの地下タンクが爆発した時点まで、この目的で使用されていた。
なお、この事件により、マヤーク地域全体、および、北東部の広大な地域が広範囲に放射性物質により汚染された。もちろん、爆発によって大気中に飛散した放射性物質による汚染も起きたわけだが、マヤークの施設から流れ出した放射性物質を含んだ汚水も問題であった。この事態に、国際的な批判を免れないとして行政は、この事故の隠蔽工作に走ったために、テチャ川の源流付近に存在するマヤークから流出した放射性物質が、その河川系であるオビ川に大きく拡大した。

## 埋め立て実施までの流れ
1960年代に入るとカラチャイ湖は干上がり始め、その面積は0.5 km2 だった物が、1993年末までに0.15 km2 にまで減少した。1968年には、この地域で干ばつが発生したため、風によりカラチャイ湖の周囲から放射性物質が飛散したために、約50万人が被害を受けた。この事態を受けて、1978年から1986年にかけて、カラチャイ湖に溜まっている放射性物質の風による飛散を防ぐために、湖は約1万個の中空のコンクリートブロックで埋められた。影響を受けた地域の保全は、ロシアの連邦目標プログラム「2008年と2015年までの期間の原子力と放射線の安全確保」を通じて、2000年代まで継続され、2015年11月に湖の残りの部分が最終的に埋め立てられた。保全作業は2016年12月に、石と土の最終層が追加で乗せられて完了し、かつてはカラチャイ湖であった場所が「地表近くの乾燥した恒久的な核廃棄物貯蔵施設」へと変化した。なお、結局、湖に投棄された放射性物質の量は、
史上最悪の原子力事故であるチェルノブイリ事故で環境中に放出された放射性物質の量に匹敵する。

## 現況
放射性廃棄物に関するワールドウォッチ研究所の報告によるとカラチャイ湖は、21世紀初頭において、人工の放射性物質によって地球上で最も汚染された屋外の場所であり、1平方マイル当たり、4.44 EBq以上である。カラチャイ湖の中に、マヤークの施設からの放射性物質が蓄積した結果である。チェルノブイリ原子力発電所事故で飛散したセシウム137は、数千平方マイル当たり約 0.085 EBqであるのに対し、この湖では、1平方マイル当たり3.6 EBqのセシウム137や、0.74 EBqのストロンチウム90が検出された。かつてカラチャイ湖であった場所の湖底の堆積物は約3.4 m の深さまで、ほぼ完全に高レベル放射性廃棄物の堆積物で構成されていると言われる。1990年時点で、天然資源防護協議会（英語名:Natural Resources Defense Council）の調査によると、放射性廃液が湖に放出された場所の近くの地域の放射線は、1時間当たり、600 レントゲン(約 6 Sv /h)と、1時間以内に人体に急性放射線症候群を引き起こす程だったという。
2015年11月に、カラチャイ湖は完全に埋め立てられ、石と土の最終層を配置する前に監視されていた。そのモニタリングデータによれば、10ヶ月後に「埋め立て地の表面への放射性物質の露出が明らかに減少した」という。なお、今後数十年間に亘る地下水の監視プログラムが、その後すぐに実施される予定であった。
なお、2016年12月の時点で、湖は特殊なコンクリート ブロック、石、および土を使用して、完全に埋め立てられた状態である。

## 文化
- カラチャイ湖とその周辺地域は、ジェームズ・ロリンズの小説『ラスト オラクル』に登場した。
- この湖とその周辺地域は、ブレント・ゲルフィの小説『The Burning Lake: A Volk Thriller』にも取り上げられた。
- スウェーデンのバンドであるペイン・オヴ・サルヴェイションのアルバム『ワン・アワー・バイ・ザ・コンクリート・レイク』は、カラチャイ湖の汚染を題材とする。